# Диацетилдигідроморфін
Диацетилдигідроморфін (англ. Diacetyldihydromorphine), також відомий як паралаудин, дигідрогероїн, ацетилморфінол — сильнодіюча опіоїдна сполука, розроблена в Німеччині в 1928 році, яка зрідка використовується в низці країнах для лікування сильного болю, зокрема спричиненого раком у термінальній стадії, як інша форма діацетилморфіну (більш відома як героїн). Диацетилдигідроморфін діє швидше та довше, ніж героїн, з тривалістю дії близько 4–7 годин. Як складний ефір та аналог дигідроморфіну, диацетилдигідроморфін імовірно входить до Списку I, списку контрольованих наркотичних речовин у США, але не має власного ACSCN або річної квоти на виробництво. Він фігурує в німецькому «Betäubungsmittelgesetz» та інших європейських законах про контрольовані речовини.

## Фармакологічні властивості
Диацетилдигідроморфін швидко метаболізується ферментами естеразами плазми крові в дигідроморфін так само, як діаморфін метаболізується в морфін. Диацетилгідроморфін в 1,50–1,80 разів сильніший за морфін.
Диацетилдигідроморфін має такий же, як і в інших опіоїдів ризик передозування або (потенційно небезпечного для життя) пригнічення дихання. Якщо необхідне застосування сильних наркотичних засобів, а морфін і діаморфін не є кращим варіантом, частіше використовують більш відомі препарати, такі як нікоморфін, гідроморфон, леворфанол, оксиморфон або фентаніл, з якими лікарі будуть краще знайомі, і які не мають стигми, пов'язаної чи з героїном, чи з морфіном.

## Побічна дія
Побічні ефекти диацетилдигідроморфіну подібні до інших напівсинтетичних опіатів і повністю синтетичних опіоїдів, найбільш поширеними побічними ефектами є сонливість, нудота та запор. Порівняно з морфіном диацетилдигідроморфін спричинює набагато менше побічних ефектів, які також часто мають меншу інтенсивність. Хоча ці два препарати дуже схожі за ефектами, морфін часто спричинює більш виражені побічні ефекти, включаючи ейфорію, запор, міоз, фізичну та психологічну залежність, та потенційно небезпечне для життя пригнічення дихання.

## Синтез
Повідомлялося про незаконний синтез дигідрогероїну з морфіну, і гаданий «кухар», який опитав для документального фільму телеканалу «National Geographic» про наркотики у Ванкувері, де він перераховує дигідрогероїн разом із гідроморфоном, героїном і 4-метиламінорексом (стимулятором) серед «продуктів», які він готує.